# Championnats du monde de cyclo-cross 1957
Navigation
Édition précédente Édition suivante
Les championnats du monde de cyclo-cross 1957 ont lieu le 23 février 1957 à Edelare en Belgique. Une épreuve masculine est au programme.

## Podiums
| Épreuves | Or              | Argent                 | Bronze          |
| -------- | --------------- | ---------------------- | --------------- |
| Élites   | André Dufraisse | Firmin Van Kerrebroeck | Georges Meunier |

## Classement des élites
| Pos. | Cycliste               | Pays                 | Temps           |
| ---- | ---------------------- | -------------------- | --------------- |
|      | André Dufraisse        | France               | 1 h 17 min 53 s |
|      | Firmin Van Kerrebroeck | Belgique             | + 1:11          |
|      | Georges Meunier        | France               | + 2:04          |
| 4    | Graziano Pertusi       | Italie               | + 2:54          |
| 5    | René De Rey            | Belgique             | + 3:58          |
| 6    | Albert Meier           | Suisse               | + 4:25          |
| 7    | Rolf Wolfshohl         | Allemagne de l'Ouest | + 4:48          |
| 8    | Pierre Jodet           | France               | + 4:56          |
| 9    | Jean Schmit            | Luxembourg           | + 5:14          |
| 10   | Roger De Clercq        | Belgique             | + 5:19          |

## Tableau des médailles
| Rang | Nation   | Or | Argent | Bronze | Total |
| ---- | -------- | -- | ------ | ------ | ----- |
| 1    | France   | 1  | 0      | 1      | 2     |
| 2    | Belgique | 0  | 1      | 0      | 1     |